# Huff-Daland XB-1
Huff-Daland XB-1 là một mẫu thử máy bay ném bom chế tạo cho Quân đoàn Không quân Lục quân Hoa Kỳ.

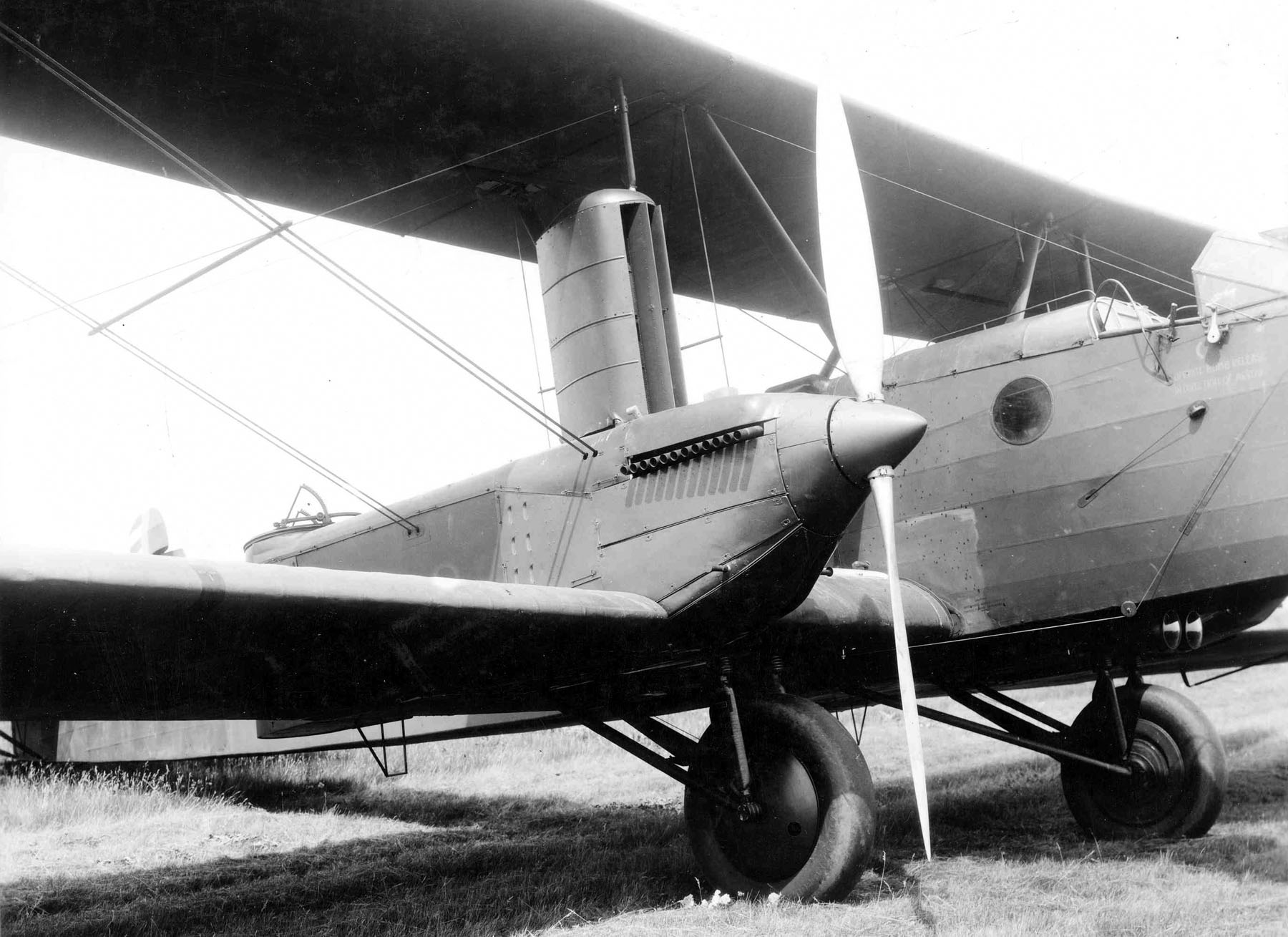

## Tính năng kỹ chiến thuật (XB-1B)
Đặc điểm tổng quát
- Kíp lái: 5
- Chiều dài: 61 ft 6 in (18,7 m)
- Sải cánh: 85 ft 0 in (25,9 m)
- Chiều cao: 19 ft 3 in (5,9 m)
- Diện tích cánh: 1.604 ft² (149 m²)
- Trọng lượng rỗng: 9.462 lb (4.292 kg)
- Trọng lượng có tải: 16.500 lb (7.480 kg)
- Động cơ: 2 × Curtiss V-1570-5 Conqueror kiểu động cơ V12, làm mát bằng chất lỏng, 600 hp (450 kW)  mỗi chiếc

 Hiệu suất bay 
- Vận tốc cực đại: 100 mph (86 kn, 160 km/h)
- Tầm bay: 700 mi (610 hải lý, 1.100 km)
- Trần bay: 15.000 ft (4.600 m)
- Tải trên cánh: 5,899 lb/ft² (28,80 kg/m²)
- Công suất/trọng lượng: 0,072 hp/lb (120 W/kg)

Trang bị vũ khí

- Súng: 6× súng máy Lewis.30 in (7,62 mm)
- Bom: 2.500 lb (1.100 kg); 4.000 lb (1.800 kg)